# Абдулла Яфталі
Абдулла Яфталі (6 травня 1914 — 17 липня 2003) — афганський державний діяч.

## Родина й освіта
Виходець з багатої хазарейської родини. Батько — Мірза Мухаммед Яфталі, посол Афганістану в Москві у 1920–1922 та 1926–1928 роках (у дитинстві Абдулла Яфталі деякий час проживав разом із батьком в СРСР). Сестра батька була одружена з еміром Хабібуллою.
Закінчив ліцей у Кабулі, навчався на факультеті природничих наук Кабульського університету, на економічному факультеті Токійського університету (Японія), жив та навчався у США.

## Кар'єра
Займав низку керівних постів в економічних структурах Афганістану: був начальником кредитного управління в «Да Афганістан банк», управляючим Будівельним банком, начальником управління податків у міністерстві фінансів, начальником управління статистики в міністерстві планування, начальником управління державних монополій. Викладав у Кабульському університеті.
З 1964 року — заступник міністра фінансів, в. о. міністра фінансів, був також секретарем Ради міністрів, у березні — листопаді 1965 року — в. о. міністра планування в уряді Мухаммеда Юсуфа.
У 1965—1967 роках — міністр фінансів в уряді Мухаммеда Хашема Майвандваля. У січні — липні 1967 року — міністр, віце-голова Вищої економічної ради Афганістану, з липня 1967 року — міністр планування в тому самому уряді. Восени 1967 року виконував обов'язки прем'єр-міністра після відставки Майвандваля. У 1967—1969 роках — другий заступник, у 1969—1971 роках — перший заступник прем'єр-міністра Нур Ахмеда Еттемаді.
За часів правління Мухаммеда Дауда пішов у відставку. Потім емігрував до США, де помер 17 липня 2003 року.